# Oberohrn
Oberohrn ist seit dem 1. Januar 1971 ein Ortsteil der Gemeinde Pfedelbach im Hohenlohekreis (Region Heilbronn-Franken) im Nordosten Baden-Württembergs.

## Geografische Lage
Oberohrn liegt im Ohrntal, 2 km östlich von Pfedelbach an der Landesstraße L 1049. Oberohrn besteht aus den Ortsteilen Oberohrn selbst, Lerchenhof (früher Lerchen), Stegmühle und Tannhof.

## Geschichte
Oberohrn wurde erstmals 1235 im Zusammenhang mit einer Adelsfamilie erwähnt.
Zwei Burgen waren hier einst errichtet worden. Eine als Höhenburg und die andere als Wasserhaus an der Ohrn. Das Wasserschloss war Regensburger Lehen. Eine burgähnliche Anlage entstand vermutlich vor dem 12. Jahrhundert. Die Stegmühle ist wahrscheinlich identisch mit dem 1037 im Öhringer Stiftungsbrief erwähnten Hohenstegen. Die Grabertsmühle wurde erstmals 1371 urkundlich erwähnt. Der Tannhof heißt 1574 Hof zur Tannen. Abgegangen ist Sonnenberg, das noch 1684 als Feldlehen Erwähnung findet und wohl in der Nähe der Stegmühle gelegen war (Dort trägt eine Gemarkung diesen Namen.). Vor 1824 bestand die Schultheißerei Oberohrn mit Lerchen- und Tannhof, zu der 1894 die Stegmühle hinzukam. Die Stegmühle gehörte bis 1705 zu Hohenlohe-Pfedelbach, danach zu Untersölbach, Michelbach und Eckartsweiler. 1938 kam Oberohrn zum Landkreis Öhringen und verlor seine Selbstständigkeit am 1. Januar 1971 durch Eingemeindung nach Pfedelbach. Die Namensform Oberohrn wird erst seit 1444 bezeugt.

## Wappen

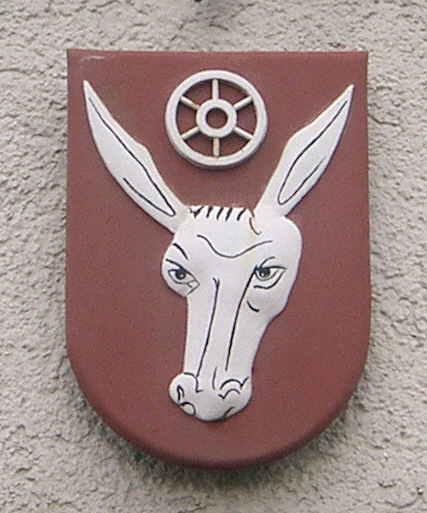
Das ehemalige Wappen von Oberohrn am Alten Rathaus

Das ehemalige Gemeindewappen von Oberohrn zeigt in Rot einen silbernen Eselskopf, zwischen den Ohren ein sechsspeichiges silbernes Rad. Das Rad ist dem Mainzer Wappen entnommen. Es soll an die Lehensherrlichkeit des Erzstiftes Mainz über die Burg Oberohrn erinnern. Der Eselskopf mit den langen Ohren führten schon die Herren von Oren (Ohrn) in ihrem Wappen. Dieses Geschlecht ist zwischen 1235 und 1424 bezeugt. Es ging aus den Ministerialen des Hochstifts Regensburg hervor. Das Wappen wurde 1955 offiziell übergeben.

## Ortschaftsrat
Die Ortschaft Oberohrn verfügt über einen Ortschaftsrat mit insgesamt sechs Mitgliedern. Ortsvorsteher ist Klaus Meißner.

## Bauwerke
Der Obergermanisch-Raetische Limes verläuft zwischen Oberohrn und Pfedelbach. Vermutlich befanden sich die Wachposten (Türme) 9/37 (am Tannhof), 9/38, 9/39, 9/40 und 9/41 auf Oberohrner Markung.
Die Kirche war ursprünglich eine Filiale der Stiftskirche Öhringen. Nach der Reformation erfolgte im Jahre 1567 die Zuteilung zur neu gegründeten Pfarrei Pfedelbach. Die alte, dem heiligen Christophorus geweihte Kirche musste 1688 wegen Baufälligkeit vollständig abgerissen werden. Sie wurde durch eine neue ersetzt, die den Namen Sankt Salvador Mundi erhielt. Ältere Teile wurden beim Bau mitverwendet. Die Kirche besitzt eine Flachdecke mit Westempore, eine gotische Madonna (um 1400) und einen Altaraufsatz aus dem Jahre 1470.
Das ehemalige Schul- und Rathaus von 1840 wurde im Jahre 2010 komplett renoviert und wird heute als Vereinsheim, für Familienfeiern und von der Freiwilligen Feuerwehr genutzt. Im Obergeschoss befindet sich eine Wohnung.
Für das ursprünglich aus zwei Siedlungskernen – den Burgweilern der beiden Burgen – hervorgegangenem Dorf bestanden auch zwei Herrschaftskeltern: Die Wachholderkelter westlich der Ohrn deren Weinzehnt hauptsächlich dem Stift in Öhringen zustand und der Gofmannskelter, östlich des Flusses mit leicht größerem Zehntanteil für die Ortsherrschaft.
Die Gofmannskelter stand im Gewann Goffmann, südöstlich Oberohrns und östlich von Baierbach. Der eindrucksvolle Zweckbau hatte sich bis in die 1970er Jahre am ursprünglichen Standort erhalten und wurde später in das Hohenloher Freilandmuseum Wackershofen transloziert, dort originalgetreu wieder aufgebaut und kann besichtigt werden.

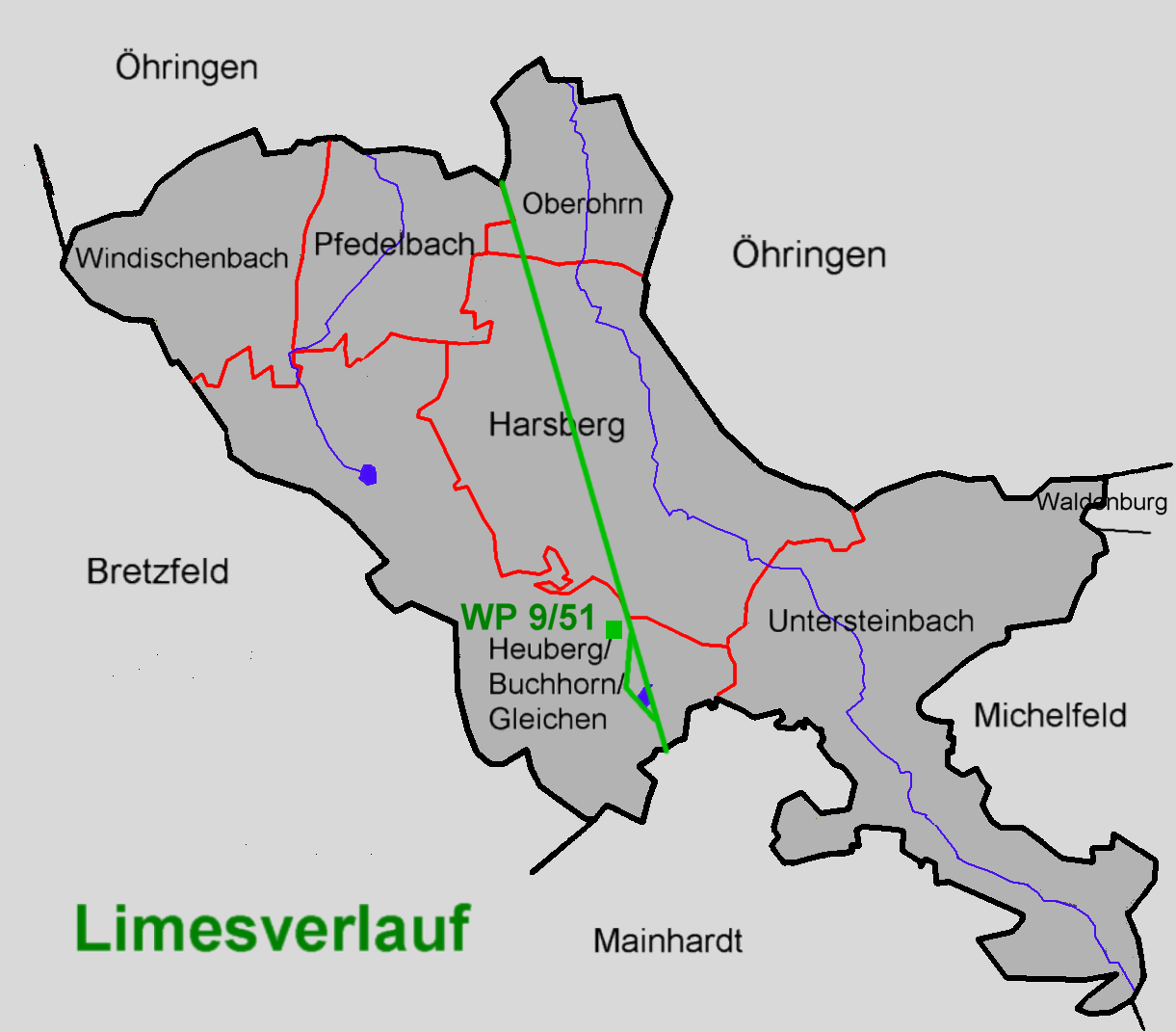
Der Limesverlauf in Pfedelbach
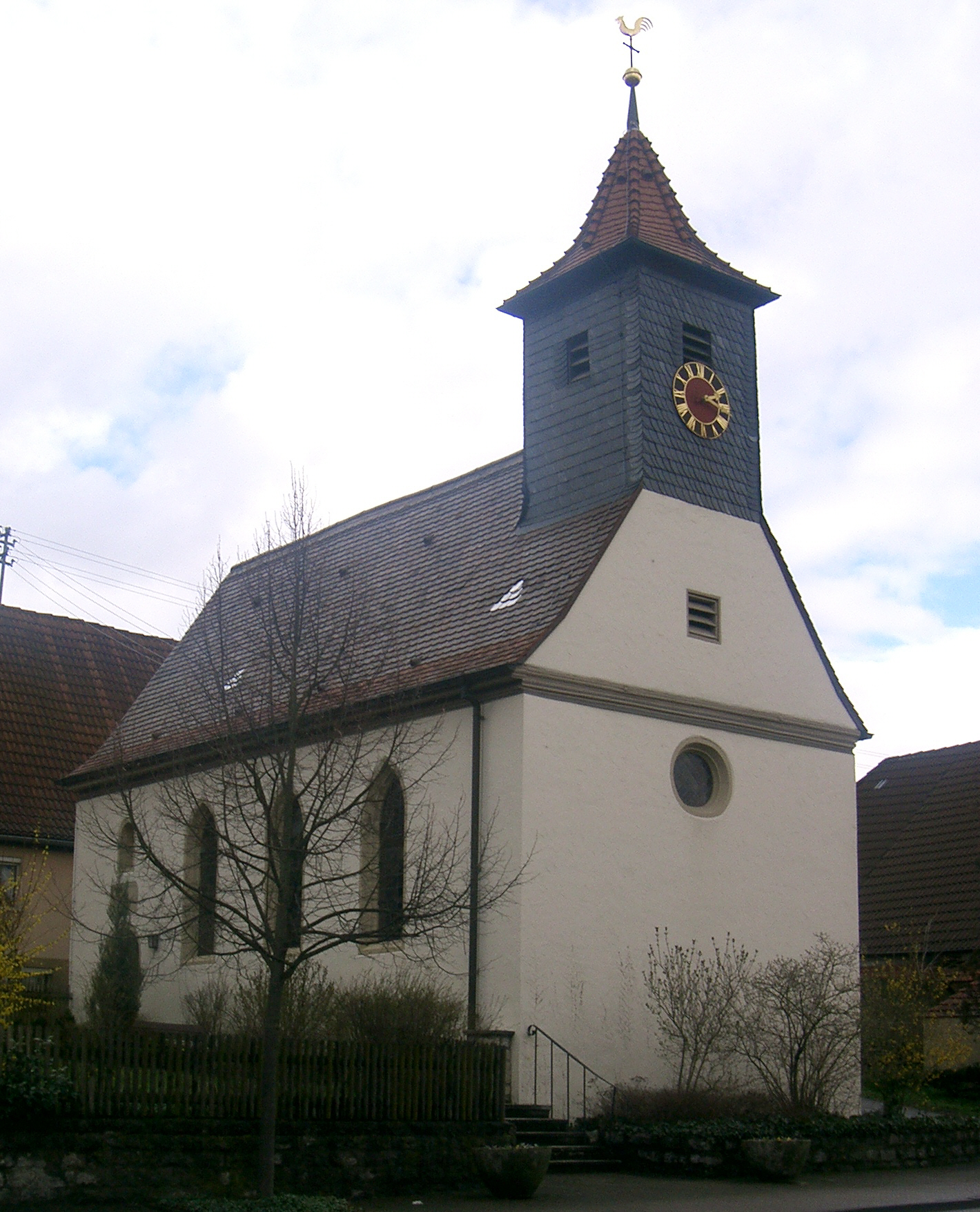
Die evangelische Kirche in Oberohrn
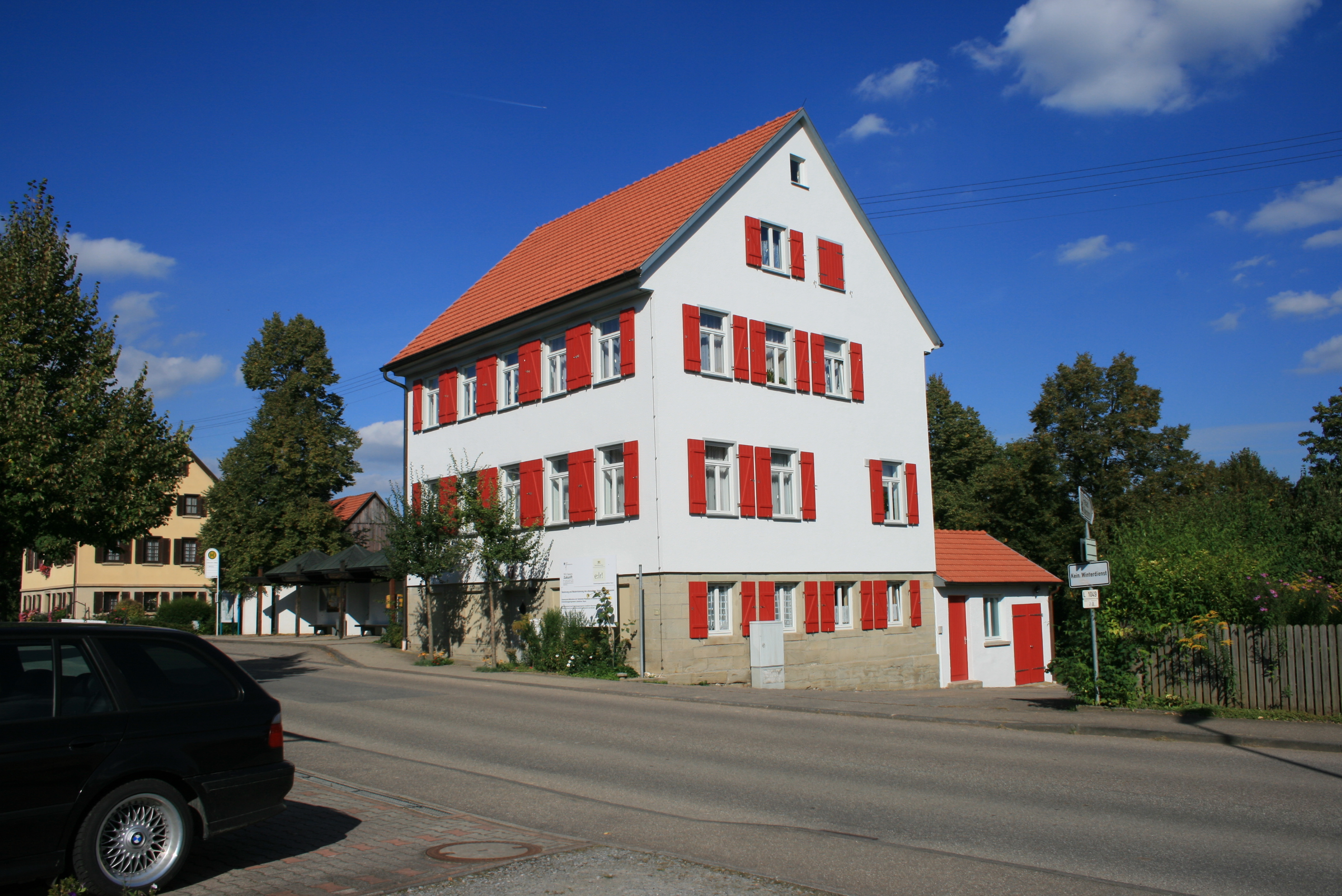
Das ehemalige Schul- und Rathaus in Oberohrn
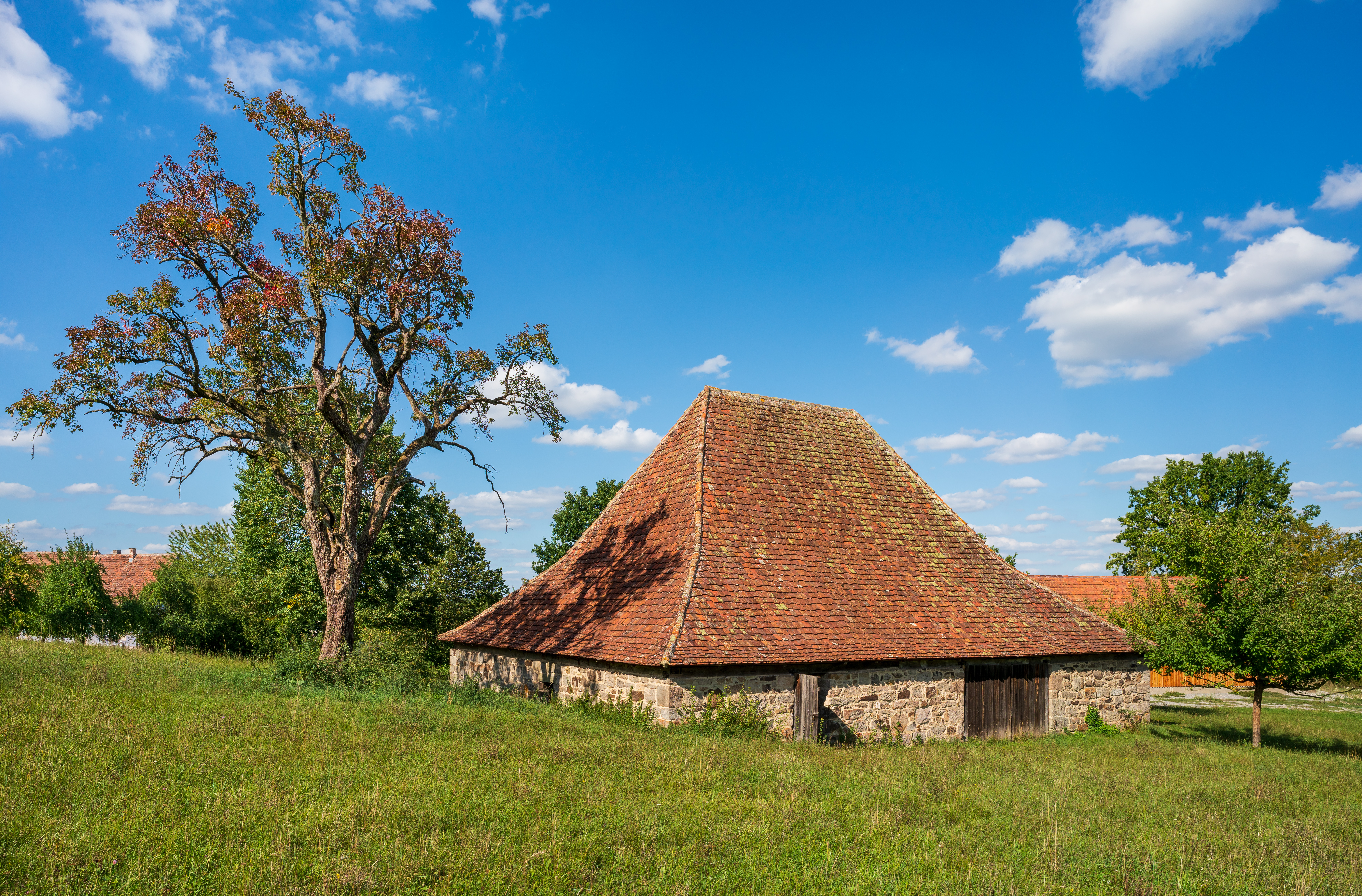
Die Gofmannskelter, jetzt Hoheloher Freilandmuseum
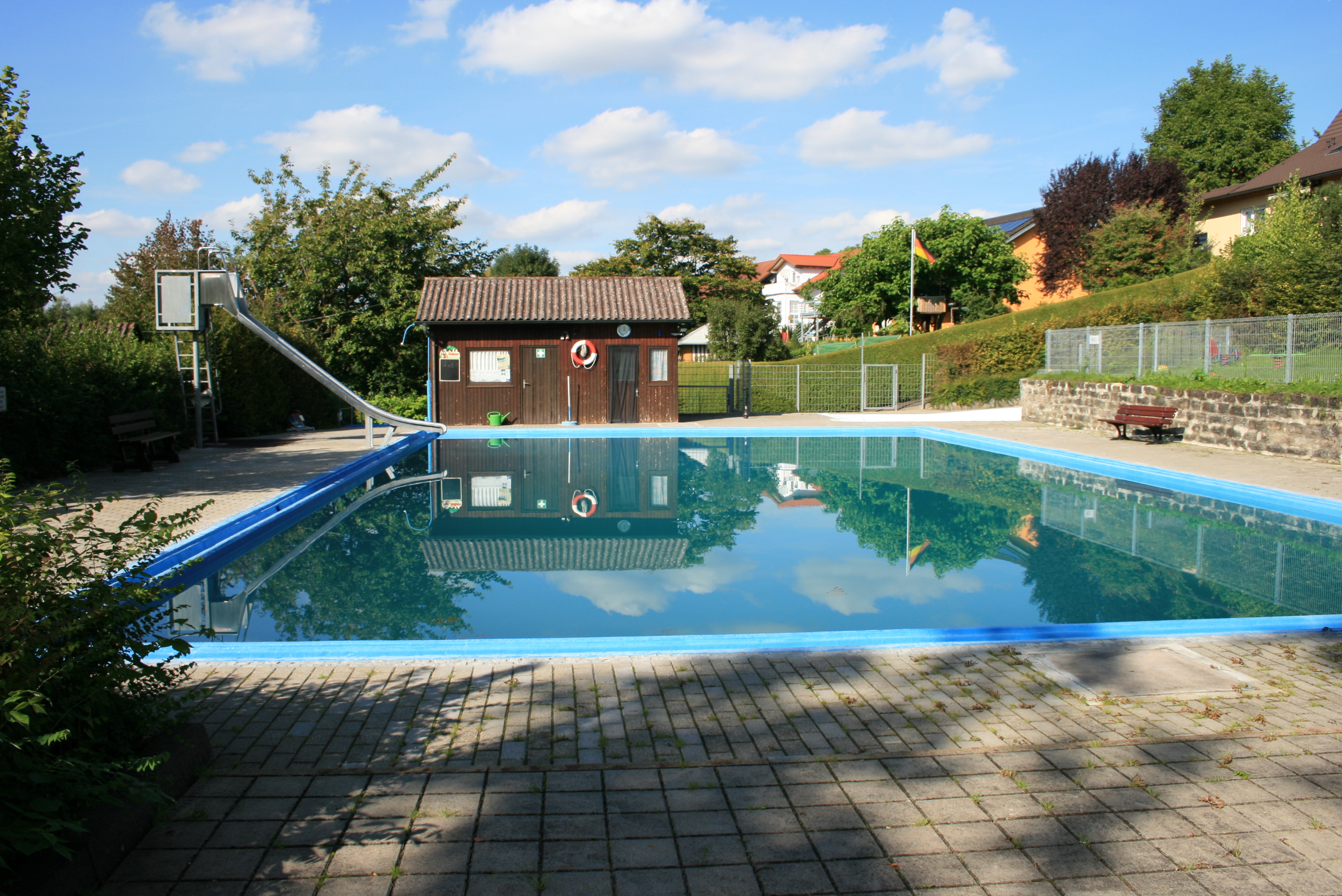
Das Oberohrner Freibad

## Sport
- Öffentliches Freibad, 1953 eröffnet
- Bolzplatz mit Flutlichtanlage